# Mourniés (La Canée)
Ne doit pas être confondu avec Mourniés (Lassíthi).
Mourniés (en grec : Μουρνιές) est un village de Crète, dans le district municipal (ancien dème) d’Elefthérios Venizélos, dans la Préfecture de La Canée (ancien Nome de la Canée). Il doit sa célébrité au fait d'être le village natal de l'homme d’État Elefthérios Venizélos (1864-1936).

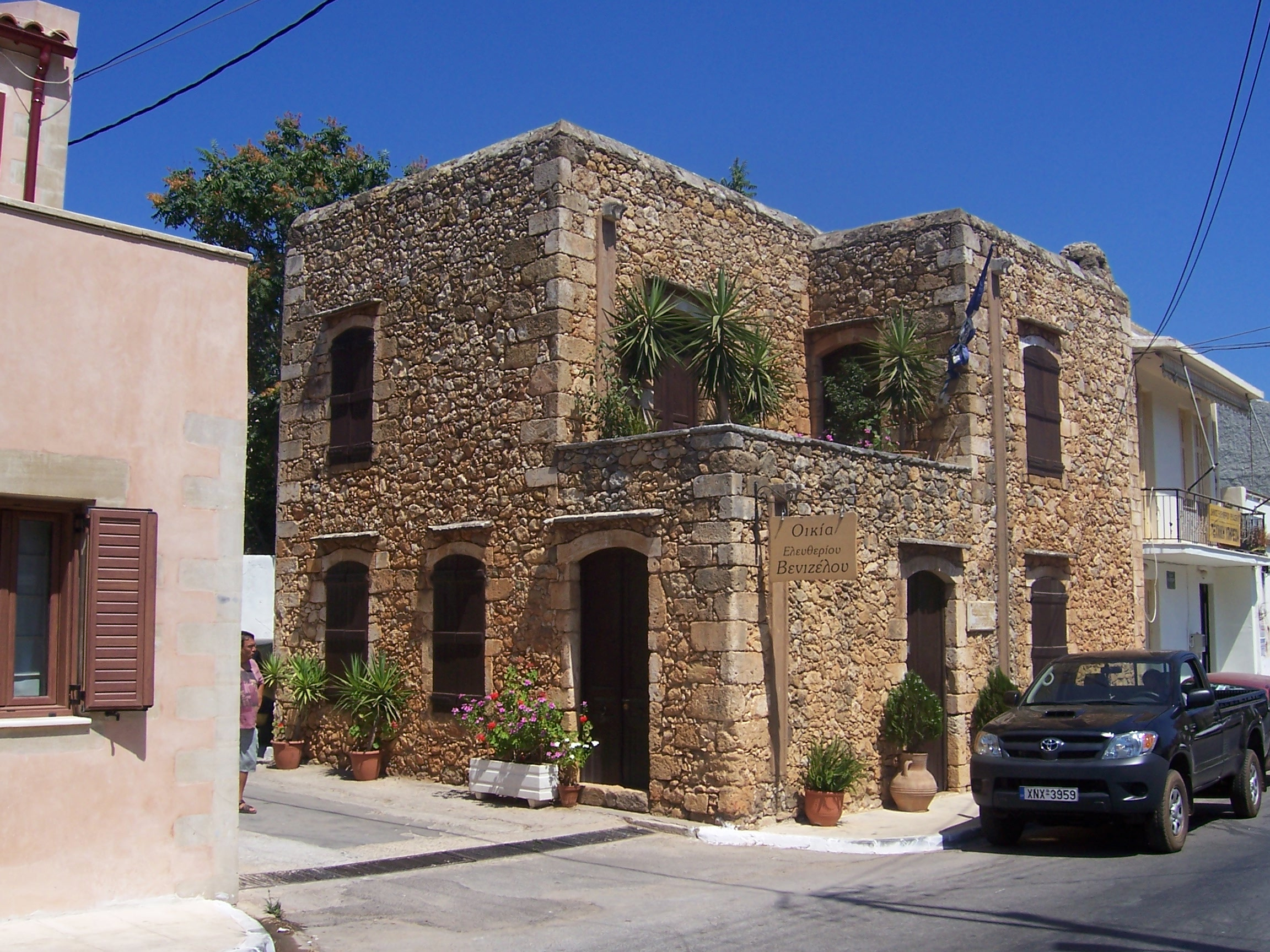
Maison natale de Elefthérios Venizélos.
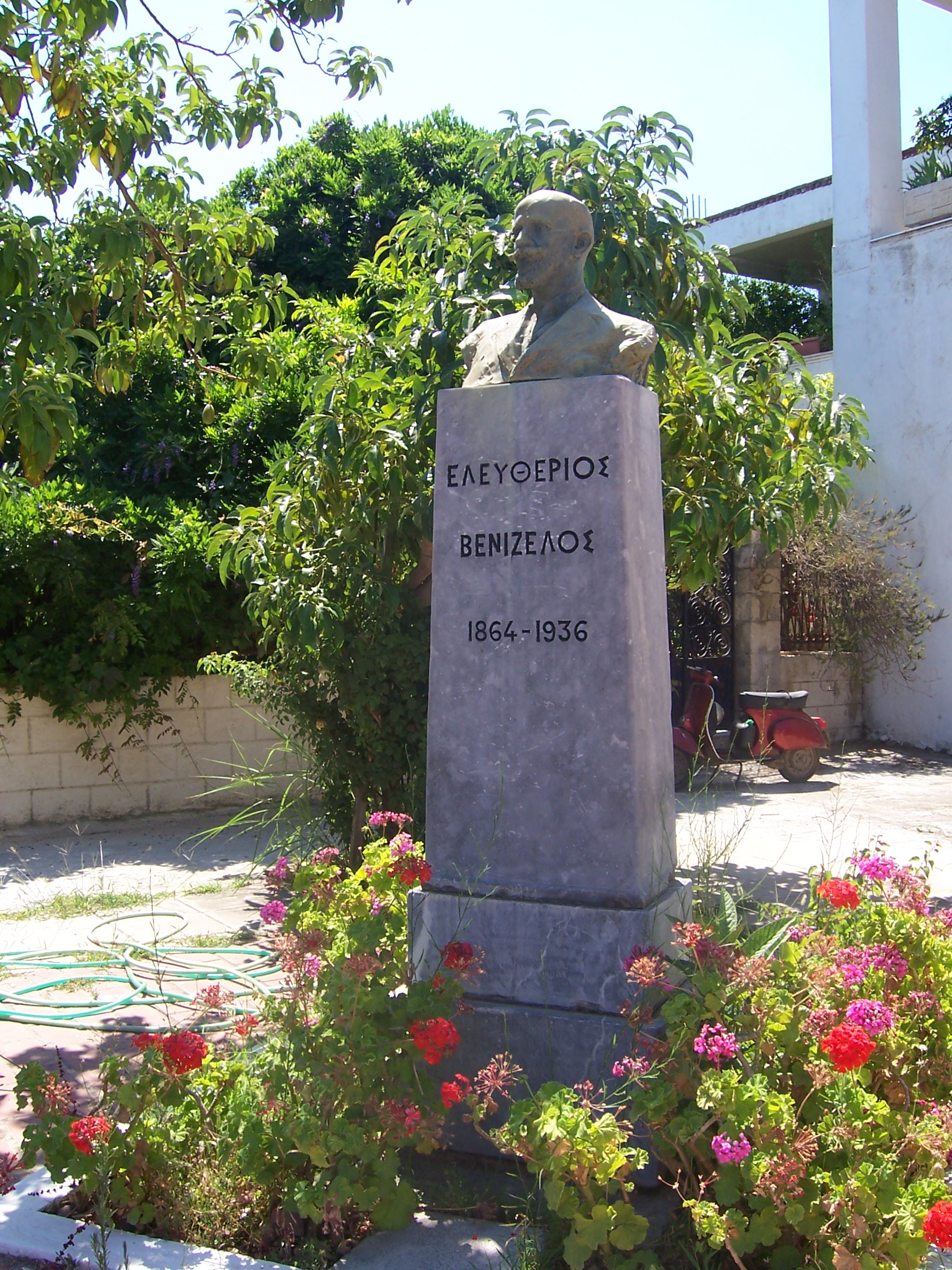
Buste de Elefthérios Venizélos.